# Chrysobothris explicationis
Chrysobothris explicationis (лат.) — вид жуков-златок рода Chrysobothris из подсемейства Buprestinae. Длина тела взрослых насекомых (имаго) 16—19 мм, ширина 5,5—6,5 мм. Основная окраска медно-коричневая с бронзовым отливом снизу. Бёдра ног без пучка волосков на внутреннем крае. У самцов третий членик антенн вытянутый. Эдеагус самцов с парамерами постепенно суживающимися к вершине. Пигидиум самок с медианным апикальным зубцом, выступающим немного позади латеральных долей. Обитают в Северной Америке (Мексика). Вид был впервые описан в 1975 году американским колеоптерологом Gayle H. Nelson (1926—2005). Личинки развиваются на акациях и мимозе.